# Vilim, njemački krunski princ
Friedrich Wilhelm Viktor August Ernst von Hohenzollern (Potsdam, 6. svibnja 1882. – Hechingen, 20. srpnja 1951.) je bio njemački prijestolonasljednik i njemački vojni zapovjednik. Tijekom Prvog svjetskog rata zapovijedao je njemačkom 5. armijom i grupom armija na Zapadnom bojištu.

## Obitelj
Krunski princ Vilim rođen je 6. svibnja 1882. u Potsdamu. Najstariji je sin njemačkog cara Vilima II. i njegove prve žene princeze Auguste Viktorije od Schleswig-Holsteina. U lipnju 1905. Vilim je oženio vojvotkinju Ceciliju od Mecklenburg-Schwerina. S Cecilijom je imao šestero djece i to Vilima, Louisa Ferdinanda, Huberta, Fridrika, Aleksandrinu i Ceciliju.

## Vojna karijera
Iako svoju vojnu naobrazbu nije započeo prije navršene 18. godine života, Vilim je u 6. godini dobio čin kaplara, da bi na deseti rođendan dobio čin poručnika. Vilim se obrazovao kako na dvoru, tako i u kadetskoj školi, te je u razdoblju od 1901. do 1903. studirao pravo na Sveučilištu u Bonnu. Vilim se često sukobljavao sa svojim ocem carem Vilimom II. U političkom smislu Vilim je bio desno orijentiran imajući pangermanistička stajališta zalažući se za jednistvenu državu svih naroda s njemačkog govornog područja pod krunom Hohenzollerna. Vilim je čin bojnika dostigao 1907. godine, dok je pukovnikom postao 1913. godine kada je počeo služiti u Glavnom stožeru u Berlinu.

## Prvi svjetski rat
Iako s činom pukovnika i bez ikakvih kvalifikacija za visoke vojne dužnosti, Vilim na početku Prvog svjetskog rata dobiva zapovjedništvo nad 5. armijom koja se nalazila na Zapadnom bojištu. Vilim je s 5. armijom uspješno sudjelovao u Bitci u Ardenima gdje je potisnuo francuske snage i zauzeo tvrđavu Longwy, što je donekle osnažilo njegovu vojnu reputaciju. Iduće, 1915. godine, Vilim je promaknut u general poručnika, te je 22. kolovoza 1915. odlikovan ordenom Pour le Mérite.
Zapovijedajući 5. armijom Vilim sudjeluje u Verdunskoj bitci gdje zapovijedajući njemačkom ofenzivom i pokušajem da se zauzme Verdun dobiva nadimak "mesar Verduna". U kolovozu 1916. Vilim postaje zapovjednikom grupe armija nazvanim njegovim imenom. U siječnju 1917. promaknut je u generala pješaštva, te u travnju 1917. sudjeluje u suzbijanju Nivelleove ofenzive. 
U ožujku 1918. Vilim sa svojom grupom armija sudjeluje u Proljetnoj ofenzivi, te postiže značajne uspjehe na rijeci Aisne. Međutim, ubrzo se mora povući zbog savezničke Ofenzive od 100 dana.

## Poslije rata
Nakon završetka Prvog svjetskog rata Vilim je zajedno s ocem prisiljen na abdikaciju, te odlazi u egzil u Nizozemsku. U Njemačku se vratio 1923. kada je dao garancije da se neće baviti politikom. Vilim se bavio mišlju da se 1932. godine kandidira za predsjednika Njemačke kao protukandidat Paulu von Hindenburgu, ali to zbog pritiska oca nije učinio.
Vilim je podržavao Hitlera nakon što je ovaj došao na vlast u Njemačkoj očekujući da će nacisti obnoviti monarhiju. Nacistička vlast plaćala mu je i određenu novčanu svotu, sve pod uvjetom da ništa ne govori protiv nacističkih vlasti. Nakon smrti oca 1941. Vilim je postao glava nekad vladajuće kuće Hohenzollerna.

Vilim je sve do pred kraj Drugog svjetskog rata mirno živio na obiteljskoj imanju u Oelsu. Navedeno imanje morao je napustiti 1944. godine zbog napredovanja sovjetskih snaga nakon čega su ga zarobile francuske trupe generala Lattre de Tassignyja. Dopušteno mu je da živi u dvorcu Hohenzollerna u blizini Hechingena gdje je živio sve do svoje smrti. U dvorcu Hohenzollern Vilim je i preminuo 20. srpnja 1951. godine u 70. godini života, te je u istom i pokopan zajedno sa svojom ženom Cecilijom koja je preminula nekoliko godina nakon njega.

## Vanjske poveznice
(eng.) Prijestolonasljednik Vilim na stranici First World War.com

(eng.) Prijestolonasljednik Vilim na stranici Prussianmachine.com

(njem.) Prijestolonasljednikk Vilim na stranici Deutschland14-18.de[neaktivna poveznica]
| Prethodnik: | Zapovjednik 5. armije prijestolonasljednik Vilim | Nasljednik:      |
| nitko       | Zapovjednik 5. armije prijestolonasljednik Vilim | Ewald von Lochow |